# Rathaus Mickten

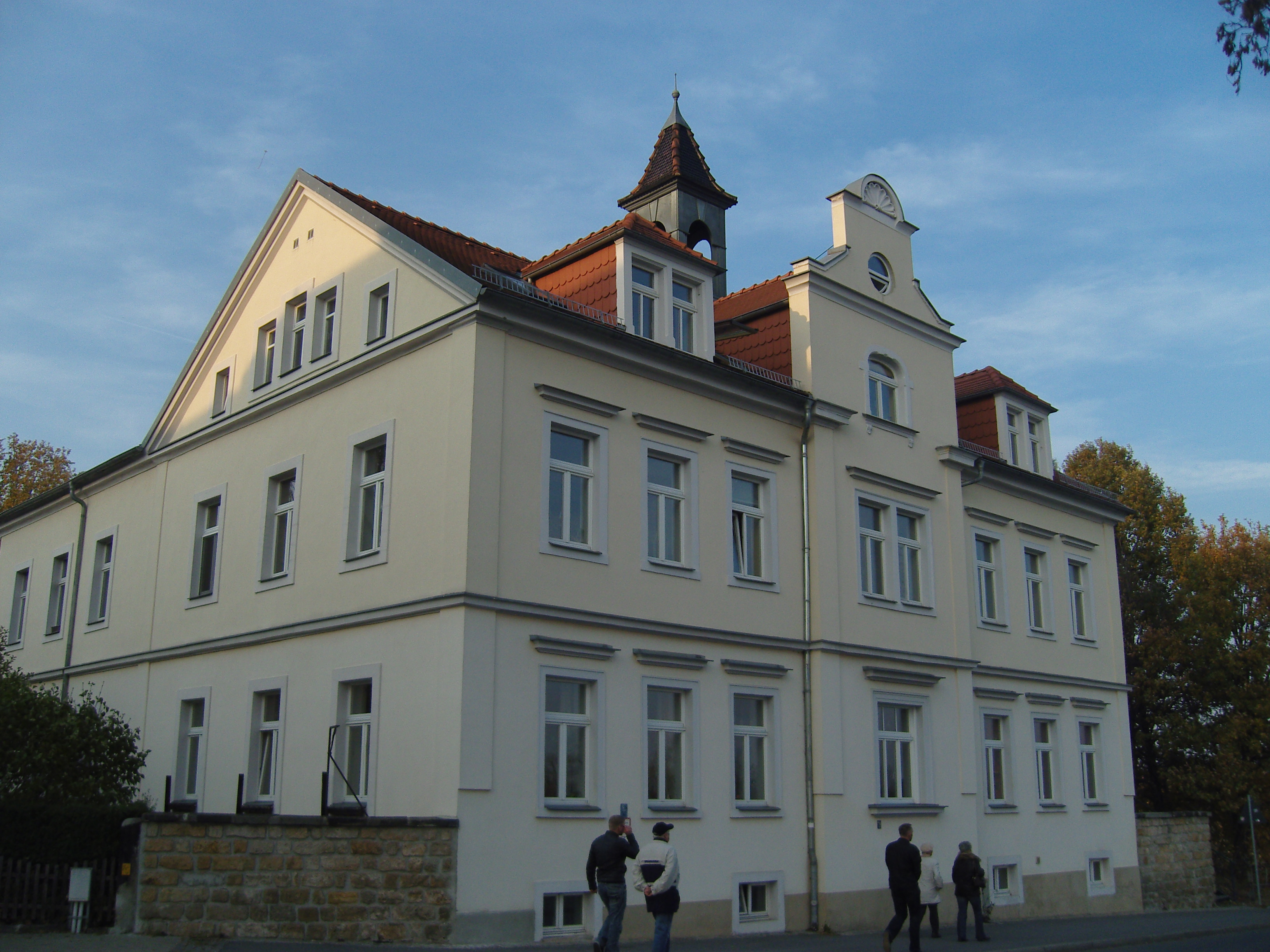
Ehemaliges Rathaus Mickten (2011)

Das Rathaus Mickten bestand von 1898 bis 1903 als Rathaus der selbständigen Gemeinde Mickten im Nordwesten von Dresden. Das Gebäude an der damaligen Böcklinstraße 17 (Adresse 2023: Scharfenberger Straße 2) wurde 1874 als Schule gebaut, 1898 als Gemeindeamt umgebaut und nur fünf Jahre später, nach der Eingemeindung Micktens nach Dresden 1903 erneut umgebaut in ein Wohnhaus, als das es noch heute dient.

## Geschichte
Erstmals wurde Mickten als Migtin 1378 erwähnt, der Name ist slawischen Ursprungs und kann sowohl ein Personenname sein, wie auch deutschen Siedlern zugeordnet werden. 1468 wurde das seit 1421 existierende Vorwerk an den Bischof von Meißen verkauft, und nach dessen Auflösung die zugehörigen Fluren unter den ansässigen Bauern verteilt. 1590 war Mickten Amtsdorf von Dresden, 1764 eines des Prokuraturamtes Meißen, seit 1843 unterstand es wieder dem Amt Dresden. Durch diese Wechsel gab es bis 1836 zwei Ortsrichter (Localgerichtspersonen). Mit Kleinmickten und Bortzschen befinden sich außerdem zwei Wüstungen auf der Micktener Flur.
Für die ab dem 1. Mai 1839 geltende Sächsische Landgemeindeordnung von 1838 wurden auf deren Grundlage erstmals Gemeindevorsteher und Gemeindeältester sowie weitere Gemeindeausschusspersonen, d. h. eine eigene Gemeindeselbstverwaltung eingeführt. Gewählt wurden in Mickten noch 1838 der Gemeindevorstand, ein Gemeindeältester und sechs Gemeindeausschusspersonen. In dieser Zusammensetzung verblieb der Gemeinderat bis 1875. Damals wurde ein zweiter Gemeindeältester gewählt, diesem wurde zugleich die Polizeibefugnis für die an der Leipziger Straße neu entstehenden Siedlungen übertragen. 1886 wurde die Zusammensetzung des Gemeinderates neben dem Gemeindevorstand und zwei Gemeindeältesten auf acht Gemeindeausschusspersonen erweitert (drei aus den Grundbesitzern, drei aus den Häuslern, zwei aus den Unansässigen), was 1897 erneut geändert wurde: Der Gemeindeausschuss bestand ab dann statt aus acht aus nunmehr dreizehn Personen.
Noch bis 1806 waren Gemeindeversammlungen üblich, die mit dem Ruf (wohl slawischen Ursprungs): Betscherremo (d. h. Kommt zusammen) eingeleitet wurden, und die an einem steinernen Tisch unter einer Linde in Altmickten stattfanden. Erst nach 1839 fanden diese regelmäßig in überdachten Räumlichkeiten statt, die allerdings einer Verwaltung ab den 1880er Jahren nicht mehr genügten.
Die Gemeinde konnte sich allerdings nicht zu einem Rathausbau entschließen (wie die umliegenden Gemeinden ebenfalls nicht), sondern wählte das Modell aus der angrenzenden Nachbargemeinde Pieschen: Sie entschloss sich zwar, eine Schule neu zu bauen, und das ohnehin zu klein gewordene Schulgebäude als Rathaus zu nutzen, aber erst gegen Ende der 1890er Jahre, diese Idee auch umzusetzen.
Das geschah nach dem Ausscheiden von Übigau aus dem Schulverband: Der damalige Schulneubau von 1898 ist heute (2023) die 41. Grundschule „Elbtalkinder“ an der heutigen Hauptmannstraße 15 (damals: Jahnstraße), die bisherige Schule, die 1874 errichtet wurde, wurde zum Gemeindeamt (Rathaus) umgebaut. Elemente der alten Schule wurden beibehalten, wie der erhöhte Mittelrisalit, der im Giebeldreieck eine Uhr trug, wie auch der auf den First aufgesetzte Glockenturm: Äußerlich wurde vor allem die Fassade aufgewertet.
Nur vier Jahre befand sich hier das Rathaus, auch mit seinem Beratungsraum für den Gemeinderat, 1903 erlosch die Eigenständigkeit der Gemeinde Mickten. Kurz darauf wurde das Haus zum Wohnhaus erneut umgebaut, es überstand die Folgezeit leidlich, erst in den 1990er Jahren wurde es saniert.
Wenngleich heute einige repräsentative Fassadendetails fehlen (Simsbänder in den Brüstungsebenen, Dreiecksverdachung über dem Risalitfenster der ersten Etage, Zierspitzen in den beiden Zwerchgiebeln), so ist der Putzbau immer noch repräsentativ. Der auf den First aufgesetzte Glockenturm soll besonders an die ehemalige Schul- und Rathausnutzung erinnern, dies ist allerdings im öffentlichen Bewusstsein nicht mehr verankert.
Das Haus steht unter Denkmalschutz.